# Національний природний парк «Дніпровсько-Тетерівський»

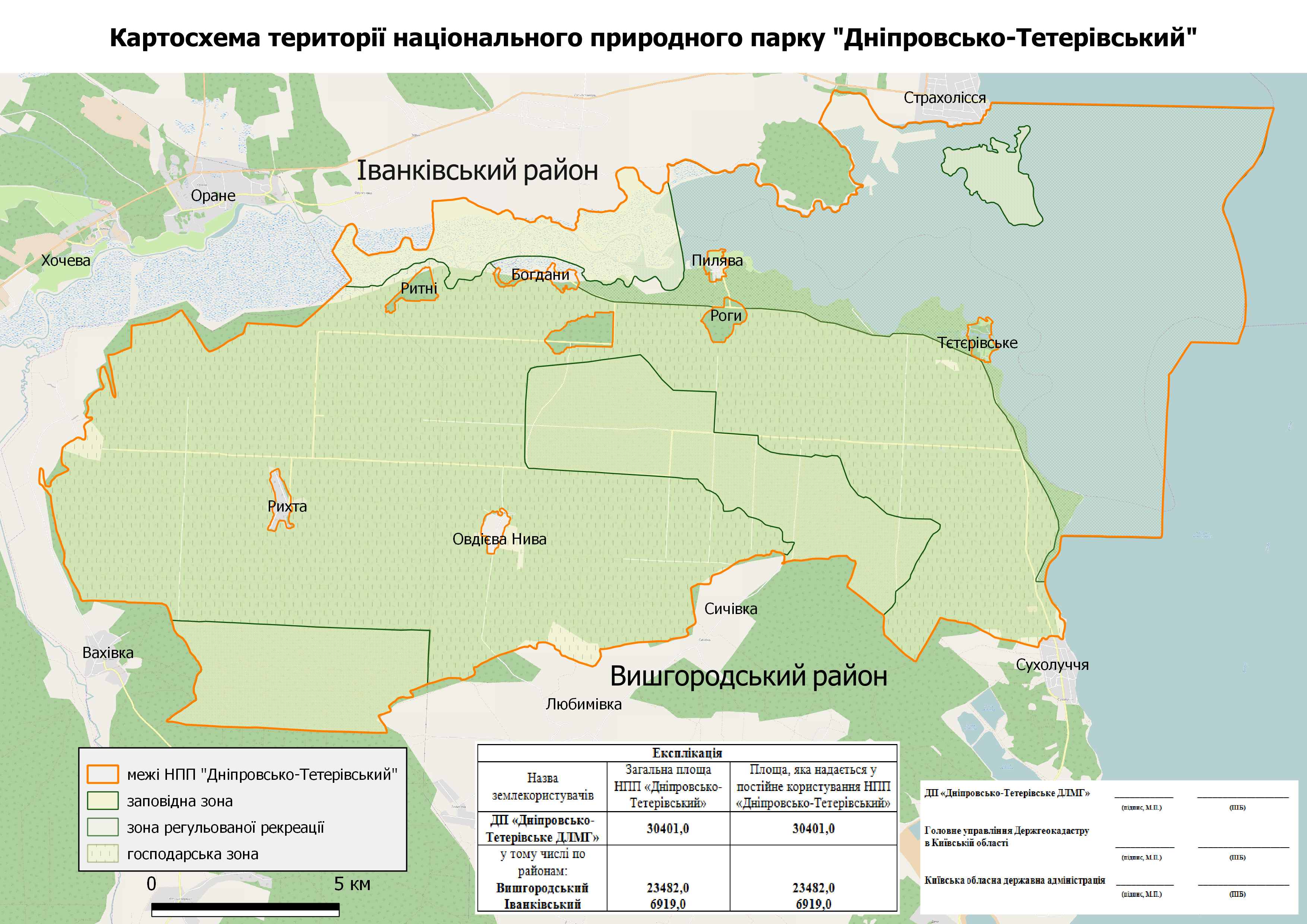
Картосхема території Національного природного парку "Дніпровсько-Терерівський". Проект 2015 р. Джерело: Мельник В., Парнікоза І., Плига А., Томищ Ю., Фесянов Б., Чмишенко Д., Драпалюк А. Матеріали до Проекту створення національного природного парку «Дніпровсько-Тетерівський». Київ, 2015

Національний природний парк «Дніпровсько-Тетерівський» — проєктований Національний природний парк на території Вишгородського району Київської області. Парк проектується на площі 30402,3 га. Його територія розташована на півночі Київської області між водами річки Здвиж, гирлом річки Тетерів, Дніпром та р. Жидок і включає великий лісовий масив — територію Дніпровсько-Тетерівського лісомисливського господарства.

## Необхідність та суспільна значимість створення парку
На сьогодняшній день на території Київської області не функціонує жодного національного природного парку. Створені указами президента національні парки «Залісся» та «Білоозерський», як національні парки не функціонують, являючи собою мисливські господарства у віданні Державного Управління справами Президента. Територія проектованого національного парку «Дніпровсько-Тетерівський»  – це великий за площею репрезентативний та добре збережений куточок Київського Полісся, який включає низку для регіону біотопів та місцезнаходження рідкісних видів флори і фауни..Необхідність його створення визначена указом Президента України від 1 грудня 2008 року за № 1129/2008 «Про розширення мережі та територій національних природних парків та інших природно-заповідних об'єктів». Обґрунтування створення парку підготовано Державною службою заповідної справи Міністерства екології України, Київським еколого-культурним центром, ВВФ України, Національним ботанічним садом імені академіка Гришка НАН України. В 2019 р. створення цього парку підтримав Кабінет Міністрів України. Наразі створення парку блокується Державним агентством лісових ресурсів України. Водночас необхідність створення парку широко обговорюється в пресі та має велику суспільну підтримку. Адже створення національного парку дозволить не тільки зберегти природу Київського Полісся , але й забезпечить все зростаючі рекреаційні потреби Києва.

## Рослинність та флора
На території проектованого парку наявні соснові бори різної ступені зволоженості — від розташованих на верхівці піщаних дюн найбільш сухих соснових лісів лишайникових до найбільш вологих соснових лісів орлякових. Найбільш сухі ділянки колись були вкриті сосновими рідколіссями. Вони розташовуються на верхівках масивів льодовикових пісків (флювігляціальні піски). Одну з найвищих дюн можна оглянути на північ від села Овдієва Нива, тут її впоперек перетинає дорога. Ця дюна дає нам уявлення про масштаби льодовикових процесів. Колись такі піски були вкриті рідколіссям з сосни. Такі старі сосни, які споконвіку тут зростали, збереглися на території господарства. За відсутності нових посадок в даних умовах відновиться природне соснове рідколісся. Поруч поширені сосняки молінєві, які місцями переходять в значні фрагменти молінєвих лук. В умовах багатших ґрунтів поширені мішані сосново-дубові ліси. Вони вражають своїм багатством. Тут поширені великі популяції орхідеї любки (Platanthera sp. зі значною концентрацією генеративних особин), коручки чемерникової (Epipactis helleborine), лілії лісової (Lilium martagon) та гніздівки звичайної (Neottia nidus avis). Ще більш знижені ділянки вкривають або березняки (невеликі ділянки) або вільшаники (значні ділянки в західній частині проектованого парку. Низинні болота поширені по всій території парку. Для них характерне сезонне затоплювання. Внаслідок цього тут сформувалися добре виражені надзвичайно високі купини осоки омської (Carex elata subsp. omskiana). На регулярно затоплюваних ділянках поширене також угруповання плавушника болотяного (Hottonia palustris). Наявні надзвичайно рідкісні фрагменти торф'яників з сфагнум за участі росичок круглолистої (Drosera rotundifolia) та проміжної (Drosera intermedia).
На території парку значну площу займають пісоклюбні (пасмофітні) угруповання. Це, зокрема, угруповання, які охороняються згідно до Додатку І до Оселищної директиви Євросоюзу. Це угруповання костриці Беккера (Festuca beckeri) - кипця сизого (Koeleria glauca) — код 6120, угруповання булавоносця сіруватого (Corynephorus canescens) (код 2320), піщані луки.
Псамофітні угруповання також охороняються Додатком 1 до Резолюції №4 Бернської конвенції: Євро-сибірські піонерні угруповання на карбонатних пісках. – Е1.12 (відповідник біотопу 6120 Директиви ЄС), Не зімкнені не середземноморські сухі кислі та нейтральні трав'яні угруповання, у тому числі континентальні трав’яні угруповання на дюнах. — Е1.9 псамофітні піонерні комплекси (відповідник біотопу 2330 Директиви ЄС). Охороняється також комплекс біотопів Х35 – континентальні піщані дюни.
Угруповання молінії охороняються Оселищною директивою Європейського союзу — код 6410.

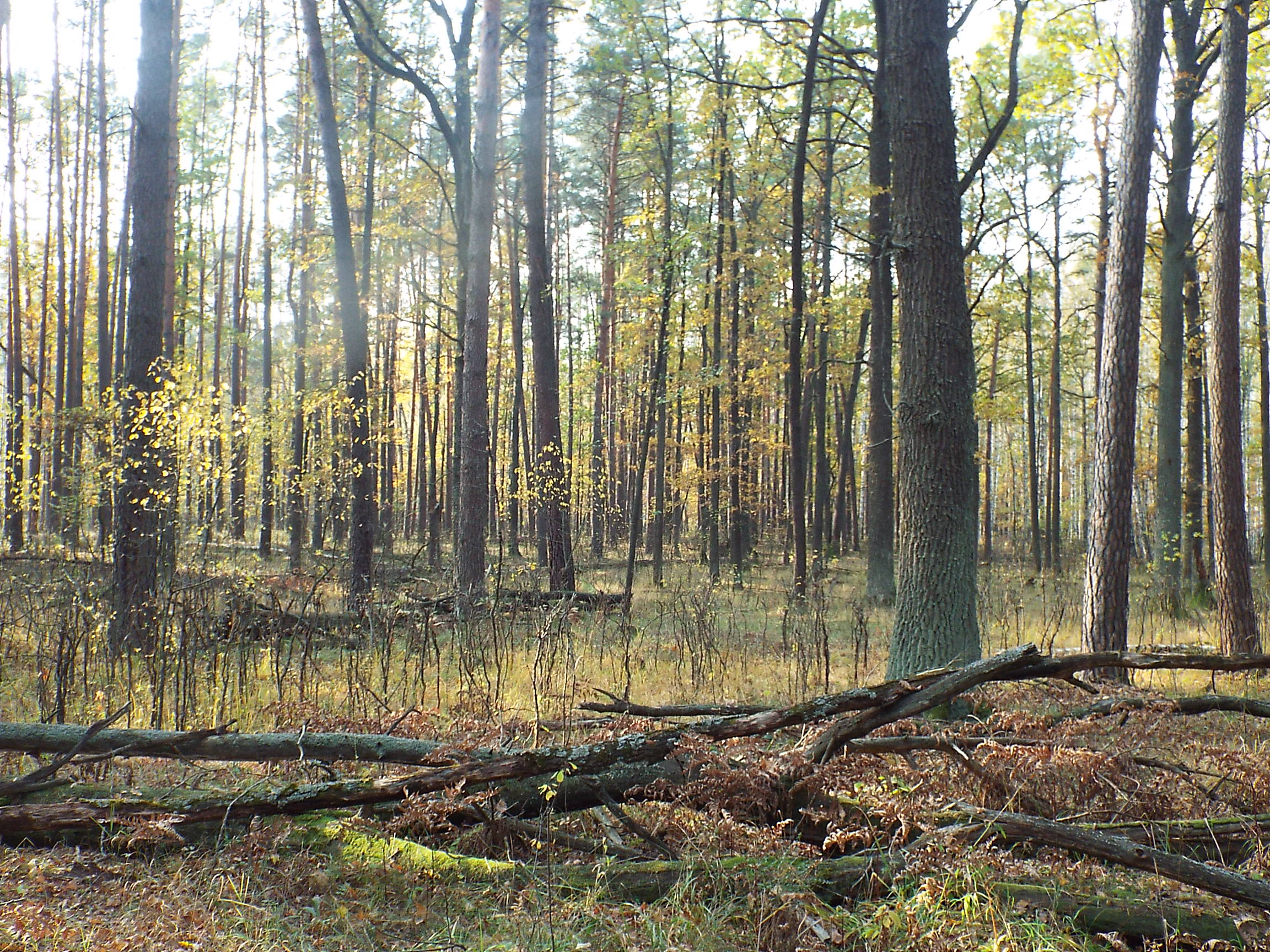
Куточок мішаного лісу біля с. Овдієва Нива. Проєктований національний парк «Дніпровсько-Тетерівський». Фото 2020 р.

По зниженням між дюнами поширені блюдцеподі»ні озера — подібні до таких з борових терас Дніпра. В їх складі реліктові види флори, такі як сальвінія плаваюча (Salvinia natans).  На території проектованого парку наявні фрагменти річкових комплексів з розвиненою заплавою.
Водна рослинність включає рідкісні угруповання, що занесені до Зеленої книги України (2009):
а) угруповання формації сальвінії плаваючої Salvinieta natantis;
б) угруповання формації латаття білого Nymphaeeta albae (в комплексі з сальвінією плаваючою чи водяним горіхом);
в) угруповання формації латаття сніжно-білого Nymphaeeta candidae (в комплексі з сальвінією плаваючою чи водяним горіхом);
г) угруповання формації глечиків жовтих Nuphareta luteae (в комплексі з сальвінією плаваючою чи водяним горіхом);
д) угруповання формації водяного горіху плаваючого Trapeta natantis. За комплексною оцінкою фахівців в Києві біотоп водяного горіху плаваючого Trapa natans додатково належить до числа рідкісних, що мають обмежене поширення.
Низка водних угруповань також охороняються додатком 1 до Резолюції №4 Бернської конвенції: біотоп вільноплаваючих скупчень жабурника (Hydrocharis morsus-ranae)- С1.222; сальвінії плаваючої (Salvinia natans) — C1.225; різака (Stratiotes aliodes) — С1.223; вільноплаваючі колонії пухирчатки (Utricularia vulgaris) – C1.224; альдрованди (Aldrovanda vesiculosa) — С1.226; занурені килимки харофітів у мезотрофних водоймах — С1.25; вільноплаваюча рослинність евтрофних водойм (ряски, різак, сальвінія, вольфія) – С1.32; вкорінена занурена рослинність евтрофних водойм – угруповання рдесників, водопериці та різухи —                                                                                                                                                              С1.33; зарості мілководь з турчею (Hottonia palustris) — С1.3413; мезотрофна рослинність повільно текучих водотоків (рдесники плаваючий та пронизанолистий, водяні жовтеці, водопериця колосиста, латаття біле) — С2.33; евтрофна рослинність повільно текучих річок (угруповання водяних жовтеців, рдесників лискучого та гребінчастого, їжача голівка зринувша, стрілолист та глечики жовті) — С2.34.
У складі водної рослинності виявлено низку цінних, а подекуди і унікальних видів, таких як альдрованда пухирчаста (окрім Червоної книги України  охороняється Додатком І до Бернської конвенції), водяні мохи: Riccia fluitans,  Ricciocarpus natans, пухирчатки середня (Utricularia intermedia), мала (Utricularia minor) та звичайна (Utricularia vulgaris) та водорість нітелла (Nitella sp.).
Згідно до Додатку V Оселищної конвенції ЄС охороняються численні на території  парку кущисті лишайники роду кладонія (Cladonia), а також усі види плаунів (Lycopodium clavatum та L. annotinum).

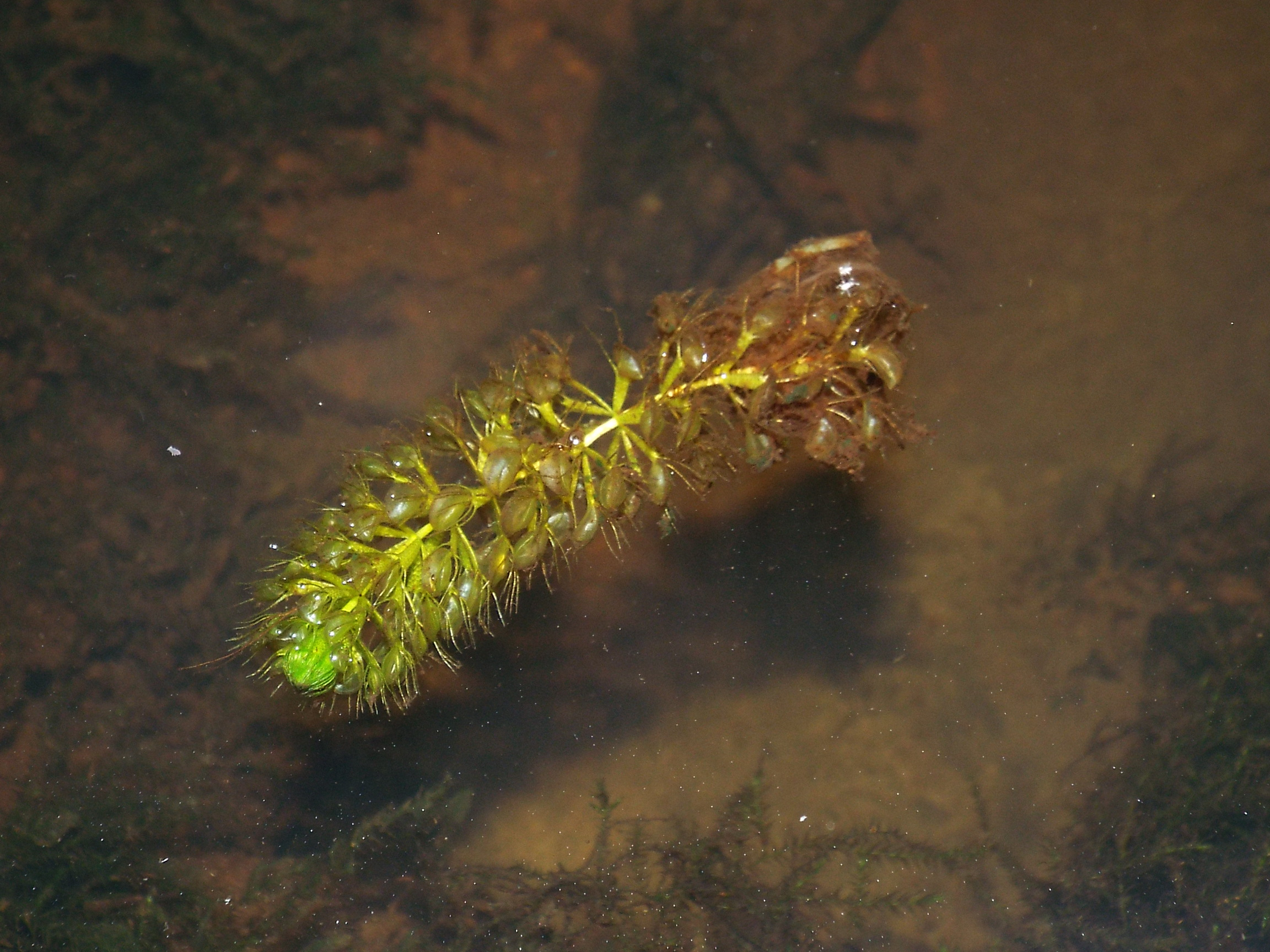
Альдрованда пухирчаста (Aldrovanda vesiculosa), річка Хохора. Фото 2020 р.

Загалом, на території проектованого парку поширено 12 видів рослин, внесених до Червоної книги України (2009): альдрованда пухирчаста (Aldrovanda vesiculosa), водяний горіх плаваючий (Trapa natans), сальвінія плаваюча (Salvinia natans), росичка проміжна (Drosera intermedia), пухирчатка середня (Utricularia intermedia), пухирчатка мала (Utricularia minor), коручка чемерникова (Epipactis helleborine), лілія лісова (Lilium martagon), гніздівка звичайна (Neottia nidus-avis), плаун річний (Lycopodium annotinum), пальчатокорінник м'ясо-червоний (Dactylorhiza incarnata), гронянка багатороздільна (Botrychium multifidum) та півники сибірські (Iris sibirica).
Також виявлено 10 регіонально-рідкісних видів, які охороняються на території Києва Рішенням Київради № 285-15-VI від 7 лютого 2012 року. Це водорість нітелла (Nitella sp.), латаття біле (Nyphyeaea alba), наперстянка великоквіткова (Digitalis grandiflora), плаун булавовидний (Lycopodium clavatum), росичка круглолиста (Drosera rotundifolia), мучниця (Arctostaphylos uva-ursi), зміячка низька (Scorzonera humilis) та трилич звичайний (Gentiana pneumonanthe).

## Фауна
На території проектованого парку звичайним є червонокнижний лось (Alces alces), зустрічається також рись (Lynx lynx).
За даними Інституту зоології імені І. І. Шмальгаузена НАН України (Оцінка можливості та доцільності створення національного природного парку на території Дніпровсько-Тетрівського лісомисливського господарства, 2020 р.) тут зустрічаються такі внесені до Червоної книги України види як мишівка лісова (Sicista betulina), тхір лісовий (Mustela putorius) та видра (Lutra lutra). Надзвичайно репрезентативна ця територія з огляду на птахів. Більшість птахів Київської області зустрічається тут. Гніздує сірий журавель (Grus grus), невелика популяція голуба-синяка (Columba oenas).
За даними орнітологів на території проектованого парку зустрічаються орлан-білохвіст (Haliaeetus albicilla) та змієїд (Circaetus gallicus), чорний лелека (Ciconia nigra), чорний шуліка (Milvus migrans) та малий підорлик (Aquila clanga).

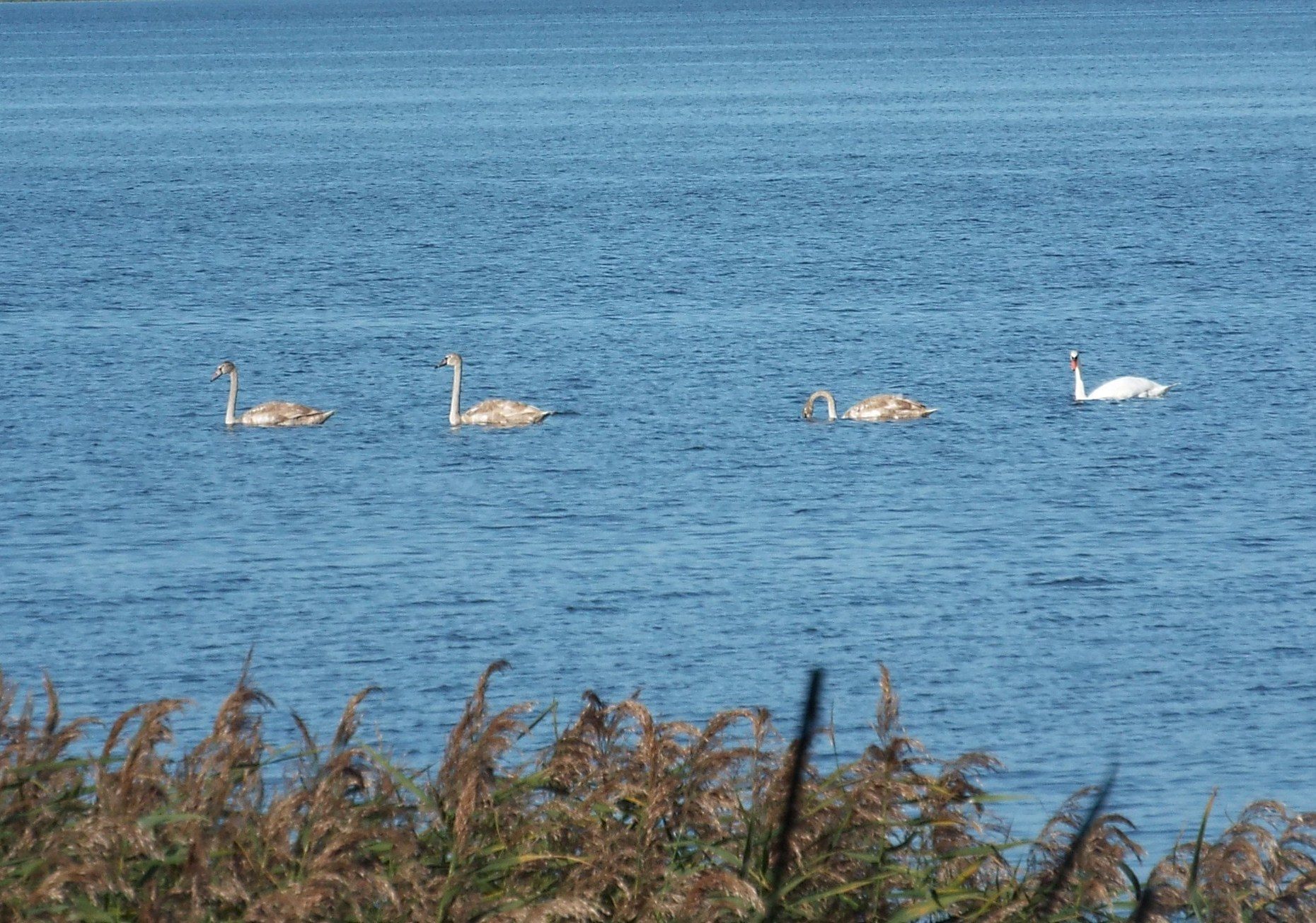
Лебідь-шипун з молоддю на плесі Дніпра. Фото 2020 р.

Найбільш богатим водоплавними птахами є район гирла р. Тетерів. Поєднання мілин, численних островів і очеретяних масивів створює сприятливі умови для гніздування та годівлі. Дана територія лежить на перетині одразу двох міграційних шляхів птахів – поліського північно-широтного, яким слідують, наприклад, білолоба гуска (Anser albifrons), крижень (Anas platyrhynchos), лебідь-шипун (Cygnus olor), та дніпровського, яким прямують сірий журавель (Grus grus), чубата чернь (Aythya fuligula) тощо. Птахи тут знаходять сприятливі умови для відпочинку. Серед рідкісних пролітних видів, занесених до Червоної книги України, варто назвати гоголя (Bucephala clangula). За даними к.б.н. Н. Атамась в районі гирла річки Тетерів на заростях водної рослинності гніздують чорний (Chlidonias niger) та світлокрилий крячки (Chlidonias leucoptera), зустрічається рідкісний малий мартин (Hydrocoloeus minutus).
На території проектованого парку виявлені також включені до Червоної книги України (2009): жук-олень (Lucanus cervus) та махаон (Papilio machaon).

## Загрози для рослинного та тваринного світу
На жаль, сучасний режим Дніпровсько-Тетерівського лісомисливського господарства не відповідає вимогам охорони рідкісних видів та угруповань. Зокрема, вибірковими вирубками знищено місцезростання рідкісних орхідей в районі с. Овдієва Нива. Надзвичайно шкідливий вплив гребель, якими прокладено дороги. Ці греблі розтинають територію проектованого парку, блокуючи нормальний гідрорежим. Надзвичайно шкідливим було втручання в екосистему річки Хохора, що супроводжувалося розчисткою її берегів.

## Рекреаційне значення

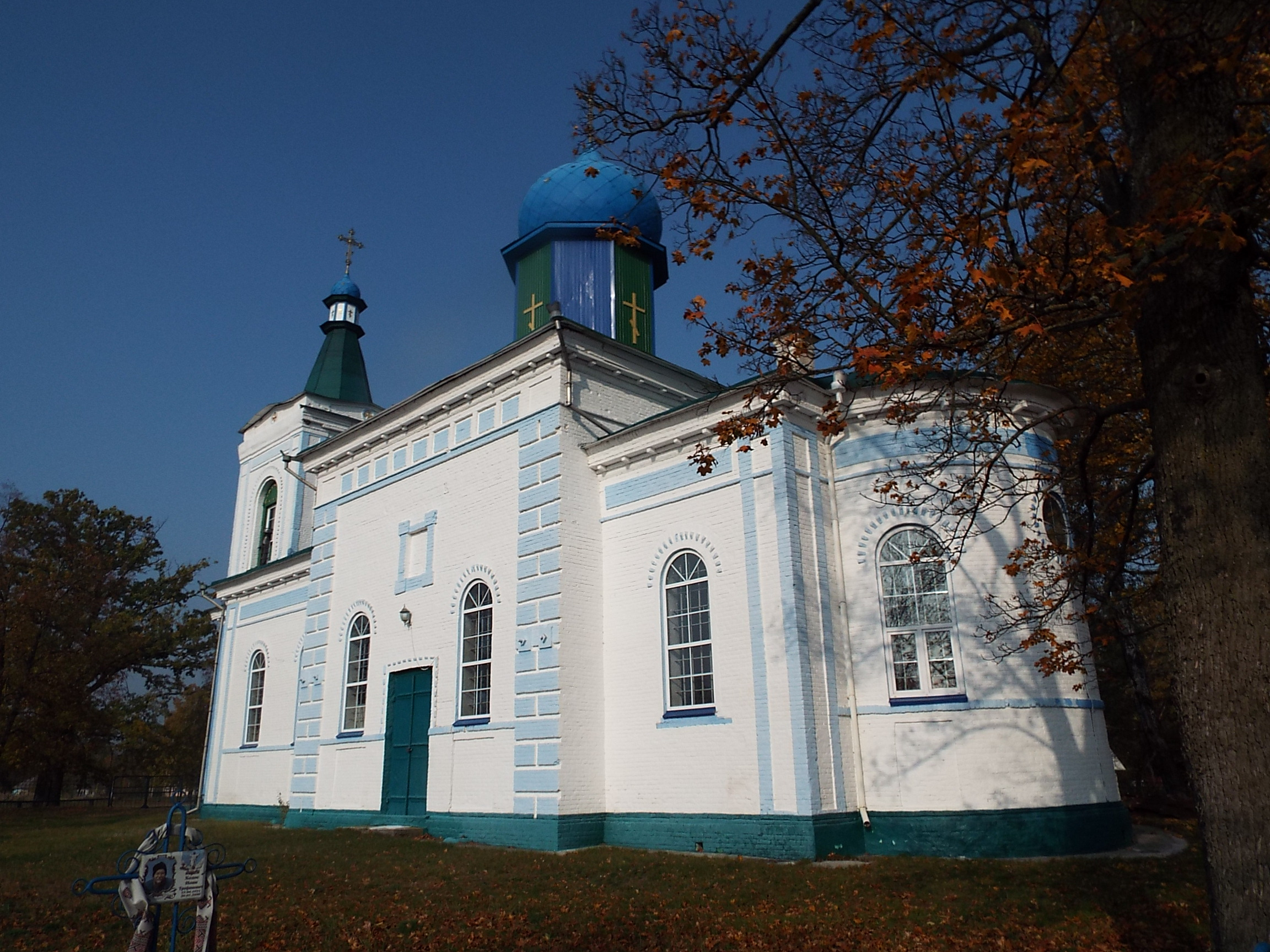
Церква Воздвиження хреста у с. Любимівка. Фото 2020 р.

На території проектованого парку виникли надзвичайно сприятливі умови для розвитку туризму. Вже зараз територія парку улюблене місце вело- та автомандрівок. Сюди люди приїжджають помилуватися природою та назбирати грибів. На території проектованого парку знаходяться села з численними зразками збереженої дерев'яної житлової та садибної архітектури. У с. Любимівка наявна церква Воздвиження хреста та поховання краєзнавця Леонтія Похилевича. На кладовищі при церкві збереглася низка цікавих поховань, що свідчать про буремну історію регіону.
Орнітологічне багатство території та розташування її біля важливих прольотних шляхів забезпечує перспективність тут популярного в Європі напрямку туризму – спостереження за птахами.